# Myelin Gene Regulatory Factor
Myelin Gene Regulatory Factor (MRF) ist ein Transkriptionsfaktor, der bei Wirbeltieren die Genexpression von Myelin-Proteinen im Zentralnervensystem reguliert. Neben dieser essentiellen Bedeutung in der Myelinisierung ist MRF außerdem wichtig für die Oligodendrozytenreifung und den Erhalt eines ausdifferenzierten Zellstatus.
MRF hat eine Region hoher Homologie zum Transkriptionsfaktor Ndt80 der Hefe Saccharomyces cerevisiae (genauer: die Genabschnitte sind einander ortholog). Diese Erkenntnis führte zur Vermutung, dass er selbst ein nukleärer Transkriptionsfaktor ist.
Die Expression von MRF ist spezifisch für ausdifferenzierte, myelinisierende Oligodendrozyten im Zentralnervensystem. Hier ist es essentiell für die Homeostasis von Myelin. Infolge eines Verlusts von funktionellem MRF kommt es zu einer drastischen Abnahme in der Genexpression von wichtigen Myelin-Komponenten, wie z. B. Proteolipid-Protein (PLP), Basisches Myelinprotein (MBP), Myelin-assoziiertem Glykoprotein (MAG) und Myelin-Oligodendrozyten-Glykoprotein (MOG).
MRF ist somit eine der Schlüsselkomponenten in der Aktivierung und Regulation der Transkription von Myelin-Proteinen.